# Pangraptinae
De Pangraptinae vormen een onderfamilie uit de vlinderfamilie van de spinneruilen (Erebidae). 

## Geslachten
- Ledaea
- Pangrapta
- Spargaloma